# Cryphia maeonis
Cryphia maeonis är en fjärilsart som beskrevs av Lederer 1865. Cryphia maeonis ingår i släktet Cryphia och familjen nattflyn. Inga underarter finns listade i Catalogue of Life.